# Бугуньское водохранилище
Бугуньское водохранилище (Богенское водохранилище) — водоём в Туркестанской области Казахстана. Создан в 1967 году в низовьях реки Бугунь. Осуществляет многолетнее регулирование стока. Используется для энергетики и ирригации.
Площадь — 65 км², длина — 13 км, ширина — 6 км, средняя глубина — 6 м, наибольшая глубина — 15 м. Объём воды — 0,377 км³.
Пополняется водами рек Арыс и Боген. Водятся плотва, лещ, сазан, белый амур и другие рыбы. Годовой улов рыбы около 300 т.